# Пангршиця
Пангршиця (словен. Pangršica) — поселення в общині Крань, Горенський регіон, Словенія. Висота над рівнем моря: 463,2 м.